# 內田修一
內田修一（日语：／ Uchida Shūichi，6月17日—）是一名日本男性聲優，東京都出身，INTENTION所屬。

## 人物
興趣和特長是散步、重製馬拉松。

## 演出作品
※粗體字為主要角色。

### 電視動畫
2018年
- 皇帝聖印戰記（君主）
- 藍海少女！～Advance～（考生）
- 女神異聞錄5 the Animation（手下B）
- GRANDBLUE 碧藍之海（學生A、Tinker Bell部員、路人）
- 工作細胞（紅血球2）
- 強風吹拂（漫研部員A、六道部員）
- 哥布林殺手（新人戰士、學徒）
- 中間管理錄利根川（商店店員A）

2019年
- 強風吹拂（1年級、溪明大A、2區短跑部員、短跑者）
- 閃亮模力小天才（工作員）
- 叛逆性百萬亞瑟王（士兵、龍套亞瑟B）
- 炎炎消防隊（住民、學生、第1隊員）
- Re:Stage! Dream Days♪（觀光客、男性粉絲、屋外舞台客、館內放送、觀眾、廣播）
- Fate/Grand Order -絕對魔獸戰線巴比倫尼亞-（カルデア職員）
- BEM（阿爾伯特）
- 星合之空（山下）

2020年
- 排球少年！！TO THE TOP（寺泊基希、由良正太、阿敦）
- 戀愛中的小行星（高橋秋斗）
- 先鋒飛車 極速合體 地球防衛隊（流石タダシ、英雄、年輕人）
- 噴嚏大魔王王2020（客）
- 萌可魯玩偶貓（男子①）

2021年
- 萌可魯玩偶貓（棒球部部長）
- 轉生成蜘蛛又怎樣！
- 工作細胞!!（小腸細胞1）
- 2.43 清陰高中男子排球社（池田商業部員）
- SSSS.DYNAZENON（業者）
- 聖女魔力無所不能（患者、傭兵）
- 灼熱卡巴迪（榮倉祐[3]）
- 卡片戰鬥！！先導者 overDress（觀眾、男）
- 魔法科高中的優等生（男學生、一高男子）
- 陰晴不定的體操哥哥（大叔、工作人員）
- IDOLiSH7 Third BEAT!（髮型師）
- Platinum End（男性）
- 進化果實～不知不覺踏上勝利的人生～（弗洛里歐·巴爾塞）
- 異世界食堂2（部下）
- 魔法科高中的劣等生 追憶篇（操作員）

2022年
- 戀上換裝娃娃（森田健星）
- 失格紋的最強賢者（男學生A）
- 舞動不止（男學生）
- 境界戰機（北美軍士兵）
- 名偵探柯南（梶山）
- 薔薇王的葬列（貴族）
- 群青的開幕曲（攝影師）
- 青之蘆葦（增子由維）
- 女性向遊戲世界對路人角色很不友好（空賊）
- RPG不動產（士兵2、從者）
- 轉生賢者的異世界生活～取得第二職業，成為世界最強～（約翰）
- 打工吧！！魔王大人（大學生）
- BLUE LOCK 藍色監獄（松峰黑王高中9號、波風高中B、X隊4號、Y隊6號、W隊8號、狐坂高中足球部員A、敗退選手）
- 忍之一時（男學生）
- 路人超能100 III（精神病信徒）
- 因為是反派大小姐所以養了魔王（學生）
- 呆萌酷男孩（男性）
- 前進吧！登山少女 Next Summit（登山部員）
- 夫婦以上，戀人未滿（寺船周[4]）
- 機動戰士鋼彈 水星的魔女（學生）

2023年
- BLUE LOCK 藍色監獄（選手B）
- 文豪Stray Dogs 4th SEASON（圍觀者A、警官B、少尉、看守）
- 傲嬌反派千金莉潔洛特與實況主遠藤同學及解說員小林同學（部員A）
- 再得一勝！
- 最強陰陽師的異世界轉生記（學生A）
- 間諜教室
- 阿魯斯的巨獸（半獸民）
- 狩火之王（傳聲管）
- 我想成為影之強者！（學生）
- 銀砂糖師與黑妖精（戰士妖精）
- 不相信人類的冒險者們好像要去拯救世界（威利）
- 關於我在無意間被隔壁的天使變成廢柴這件事（男學生）
- 我內心的糟糕念頭（石室）
- Opus.COLORs 色彩高校星（學生們）
- 和山田談場Lv999的戀愛（齋藤前輩）
- 魔法使的新娘 SEASON2（凱文）
- 六道的惡女們（佐佐木）
- 堀與宮村 -piece-（男學生B）
- 七魔劍支配天下（新入生男子、上級生男子）
- AYAKA -綾島奇譚-（猿渡紅一）
- 英雄教室（庫雷[5]）
- Lv1魔王與獨居廢勇者（年輕人B、男上班族）
- 不死少女的謀殺鬧劇（紐斯博伊）
- AI電子基因（醉漢上班族A）
- 文豪Stray Dogs 5th SEASON（吸血種B）
- 神明選拔（秋津豐[6]）
- 超超超超超喜歡你的100個女朋友（男學生B）
- 地下忍者（瑛太[7]）
- 哥布林殺手II（新人冒險者、知識神神官）
- 川越男子歌唱團（學生）
- 聖女魔力無所不能 Season2（騎士）
- 靠著魔法藥水在異世界活下去！（誘拐犯）

2024年
- 青之驅魔師 島根啟明結社篇（萬德）
- 反派千金等級99～我是隱藏頭目但不是魔王～（學生、德比特）
- BUCCHIGIRI?!（男中學生、SIGUMA SQUAD）
- 狩火之王 第2期（狩火者）
- 異修羅（工作員）
- 因為不是真正的夥伴而被逐出勇者隊伍，流落到邊境展開慢活人生2nd（威廉）
- 奇異賢伴 黑色天使
- 我內心的糟糕念頭 第2期（石室）
- 單人房、日照一般、附天使。（客B）
- 黑執事 寄宿學校篇（學生）
- Re:Monster（冒險者們、精靈、帝國騎士們）
- 花野井同學與戀愛病（八尾的朋友）
- 無職轉生II～到了異世界就拿出真本事～（男學生A）
- 鬼滅之刃 柱訓練篇
- 聲優廣播的幕前幕後（工作人員）
- 終末的火車前往何方？（自警團員、男性）
- 2.5次元的誘惑（攝影宅A）
- 黃昏光影（寮生、男子部員、男子）
- 關於我轉生變成史萊姆這檔事 第3期（長鼻族A）
- 異世界失格（學生、少年）
- 前輩是偽娘（男子）
- Re:從零開始的異世界生活 3rd season（群眾）
- 神明選拔 第2期完結篇（秋津豐）
- 青春之箱（部員、伊藤）
- 偶像大師 閃耀色彩 2nd season（工作人員）
- 一兆＄遊戲（凛凛的友人）
- BLUE LOCK 藍色監獄 VS. U-20 JAPAN（觀眾C）
- 重啟人生的千金小姐正在攻略龍帝陛下（勞倫斯·默頓）
- 轉生貴族憑鑑定技能扭轉人生～繼承弱小領土後，招募優秀人才打造最強領土～（布拉罕·喬[8]）
- 青之驅魔師 雪之盡頭篇（路人）

2025年
- 青之驅魔師 終夜篇（祓魔師、賢座廳的祓魔師）
- 戰鬥陀螺 X（ソリタ）
- 想星機械天使 Myth of Emotions（天翅族、虹色的翅者）
- 香格里拉·開拓異境～糞作獵手挑戰神作～ 2nd season（水夫A、水夫E）
- 一兆＄遊戲（男學生）
- 青春特調蜂蜜檸檬蘇打（男學生）
- 吸吸吸吸吸血鬼（男）
- 歡迎來到日本，妖精小姐。（上級魔術師C）
- 魔域英雄傳說（七槍騎士團、迪爾澤雷）
- Re:從零開始的異世界生活 3rd season（卡爾蘭）
- MIRU 我的未來（外事官部下）
- Classic★Stars – 古典樂★之星（記者）
- 拜託請穿上，鷹峰同學（男學生C、男學生D、男學生A）
- WIND BREAKER—防風少年— Season 2
- Clevatess -魔獸之王與嬰兒與屍之勇者-（勇者）
- 戀上換裝娃娃 Season 2（森田健星[9]）

### 劇場版動畫
2017年
- 煙花（學生）
- 特別版 Free! -Take Your Marks-（湊風館部員、旭的友人）

2019年
- 電影的阿松（男學生）

2021年
- 銀河騎士傳 織愛之星（操縱士）
- 劇場版 咒術迴戰 0（咒術師）

2022年
- 阿松～希皮波族與閃耀果實～（少年希皮波）
- 劇場版 關於我轉生變成史萊姆這檔事 紅蓮之絆篇（士兵）

2024年
- 機動戰士鋼彈SEED FREEDOM
- 劇場版 藍色監獄 -Episode凪-
- 劇場版 閃電十一人 新英雄們的序章（松田秀介）

### OVA
2018年
- 牽牛花與加瀨同學。

### 網路動畫
2021年
- 終末的女武神（該隱、劍士）

2022年
- 花園裡的吸血鬼（士兵）

2023年
- 終末的女武神II（毗濕奴）
- 鋼彈創鬥者元宇宙（觀眾、藍隊）

2024年
- T·P時光特警（平家的弓兵、士兵A）

### 遊戲
2018年
- 萬千回憶（[10]）

2019年
- 鍊神之星（アウターエデンの警備員）

2020年
- 問答RPG 魔法使與黑貓維茲（ネーグ・コスキント）
- 隊長小翼：新秀崛起（NewHero）

2021年
- （半藏）
- 鬼滅之刃 火之神血風譚
- 塔羅男子（〈隱者〉）
- 夢幻之星Online2es（トリックピジョンズ、碇星砲）
- 審判之逝：湮滅的記憶（櫻傳斗）

2022年
- Battle Spirits 連結鬥士
- IDOLiSH7（間下高良）

2024年
- 復活邪神2 七英雄的復仇（麻雀[11]）
- 18TRIP（五十竹芥太[12]）

## 外部連結
- Shuichi Uchida｜Intention